# Agauopsis cryptorhyncha
Agauopsis cryptorhyncha is een mijtensoort uit de familie van de Halacaridae. De wetenschappelijke naam van de soort is voor het eerst geldig gepubliceerd in 1889 door Trouessart.